# Watertoren van Ter Cluysen
De watertoren van Ter Cluysen in Ter Cluysen (Frans: L'Ermite), Eigenbrakel werd gebouwd in 1904. Een vrijwel identieke toren uit 1906, maar met een kuip van 800 m³, bevindt zich aan de andere kant van de stad.

## Beschrijving
De cirkelvormige bakstenen schacht op een natuurstenen voet ondersteunt een metalen kuip (300 m³) verborgen achter een ommanteling van groen en wit geglazuurde bakstenen. De witte bakstenen vormen de achtergrond voor de ruitvormen die uit groene stenen bestaan. In de ommanteling bevinden zich rechthoekige vensters. Vanwege de art-deco-stijl verkreeg de toren de status van beschermd monument.